# 토트백

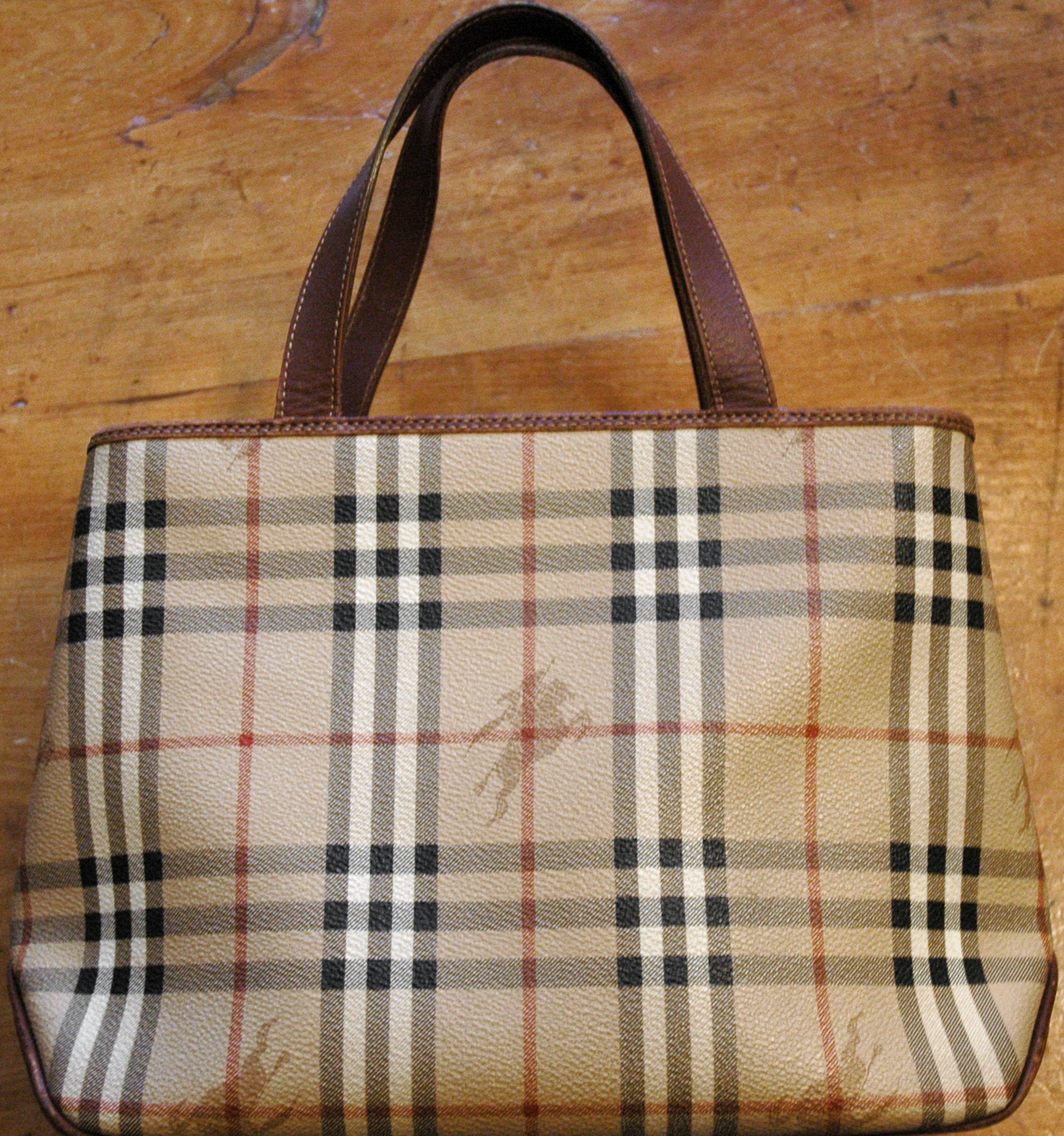
버버리 토트백

토트백(tote bag)은 큼지막한 사이즈에 가방의 상단이 개방되어 있고 파우치의 양 옆으로 2개의 손잡이를 마주하게 달아놓은 가방이다. 토트백은 재사용 가능한 쇼핑백으로 흔히 사용한다. 전형적인 토트백은 질긴 천에 가죽으로 손잡이를 달거나 바닥을 댄 형태이며, 가죽 버전은 표면이 오돌토돌한 작은 자갈 형태인 경우가 많다. 일반적으로 원단은 캔버스, 황마포, 나일론과 합성소재의 사용이 점점 많아지고 있으며, 합성소재는 빛에 장시간 노출되면 변질된다. 많은 저가의 토트백은 재사용 재질로 제조하는 경우가 흔하며, 이 경우 최소한의 처리절차를 거친 천연 소재나 유기물질의 처리과정에서 생산되는 부산물이 그 재료가 된다. 토트백은 일반적으로 사각형 모양을 하고 있으며, 어떤 것들은 내부에 지퍼가 있어 부분으로 나누어 진 것도 있다.

## 어원
토트 (tote)는 운반 (carry)을 의미하는 북미의 구어체 용어에서 유래하였으며, 일반적으로 무거운 짐을 옳기는 것과 연관된다. 1677년 버지니아주에서 최초로 기록되었으나, 어원은 확실치 않다. 아프리카가 어원이라는 주장이 있으나 이것 역시 확실하지 않다. 가방을 뜻하는 저지 독일어 tute 와 연관이 있을 수 있으며, 이는 독일어 Tüte(가방)와 어원이 같다. '토트 백'이라는 용어는 1900년에 처음으로 사전에 기록되었다.